# Tragia subsessilis
Tragia subsessilis är en törelväxtart som beskrevs av Ferdinand Albin Pax. Tragia subsessilis ingår i släktet Tragia och familjen törelväxter. Inga underarter finns listade i Catalogue of Life.